# Vitório Gheno
Vitório Gheno (Muçum, 1923) é um artista plástico brasileiro.[carece de fontes?]
De família italiana, com poucos anos de idade mudou-se para Porto Alegre. Jovem, frequentava assiduamente a Livraria do Globo. A sua facilidade para desenhar levou-o a mostrar seus trabalhos na Editora Globo, que o contratou e onde ilustrou dezenas de contos de escritores consagrados.
Em 1942 participou do primeiro Salão de Artes Plásticas de Porto Alegre e, em 1945, mudou-se para a Argentina, para trabalhar com publicidade, onde permaneceu por dois anos. De volta a Porto Alegre, fez a sua primeira exposição e ganhou um prêmio de viagem pelo Brasil. Passou também a trabalhar para o jornal Correio do Povo.
Em 1950, por conta própria, mudou-se para Paris, para estudar gravura por dois anos. Ao retornar ao Brasil, foi contratado por uma agência de publicidade norte-americana, como diretor de arte e criação. Com a criação da Revista Manchete, passou a colaborar com a revista.
No fim dos anos 1950, Gheno voltou a morar em Porto Alegre onde, em 1957, fundou a primeira loja de decoração da cidade. No início da década de 1960 passou atuar na área de decoração e design de interiores, especializando-se em hotelaria, tendo decorado dezenas de hotéis no Brasil, para redes hoteleiras como a antiga Rede Tropical, hoje Belmond Hotel das Cataratas em Foz do Iguaçu, Paraná, e Rede Plaza.
É conhecido por seu traço firme e leve, e por suas cores vibrantes, tendo criado milhares de obras utilizando as mais variadas técnicas, como óleo, aquarela, nanquim, guache, litografia, acrílico, bico de pena, ponta seca, sanguínea, pastel, carvão, etc.
Em 2009 recebeu da Câmara Municipal de Porto Alegre a Comenda Pedro Weingartner.